# Alfa-Bank
ALFA-BANK JSC (Alfa-Bank) (ros. Альфа-банк) jest największym z prywatnych banków w Rosji.
Został założony przez rosyjskiego przedsiębiorcę Michaiła Fridmana w 1990, który do dziś jest właścicielem kontrolującym. Siedziba znajduje się w Moskwie. Bank działa w siedmiu krajach, świadcząc usługi finansowe dla ponad 631 000 aktywnych klientów korporacyjnych i 7,3 miliona aktywnych klientów detalicznych. Alfa-Bank jest szczególnie aktywny w Rosji i na Ukrainie, plasując się w pierwszej dziesiątce największych banków pod względem kapitału w obu krajach. W 2009 roku w rankingu Top-1000 Banków Światowych magazynu The Banker, Alfa-Bank zajął 270. miejsce.
W kwietniu 2022 został objęty sankcjami, m.in. przez Departament Skarbu USA, Unię Europejską i Wielką Brytanię, w konsekwencji inwazji Rosji na Ukrainę, rozpoczętej 24 lutego 2022.
W XXI wieku z bankiem związanych zawodowo byłu kilku polskich bankowców: Tomasz Kaźmierowski był wiceprezesem zarządu (2004-2008), Andrzej Podsiadło zasiadał w radzie dyrektorów banku (2007-2009), Rafał Juszczak kierował filiami banku na Białorusi i na Ukrainie (2015-2022).